# Art Supawatt Purdy
Pour les articles homonymes, voir Purdy.
Art Supawatt Purdy (thaï : ศุภวัฒน์ อ่ำประสิทธิ์), né le 1er septembre 1969 en Thaïlande, est un acteur-chanteur américano-thaïlandais.

## Biographie
En 2008, il est remarqué au Festival de Cannes dans la catégorie Un certain regard pour son travail sur la bande originale de Soi Cowboy qui comprenait Where We Never Grow Old ainsi que deux morceaux réenregistrés de son album Art of Love.

## Carrière

### Cinéma
| Année | Film        | Rôle    | Notes                                            |
| ----- | ----------- | ------- | ------------------------------------------------ |
| 1998  | Crime Kings | Sue Pao |                                                  |
| 2008  | Soi Cowboy  | Himself | Un certain regard musique crédité Art Supawatt , |
| 2012  | The Mark    | Jock    |                                                  |

### Télévision
| Titre                           | Avec                         | Année | Channel |
| ------------------------------- | ---------------------------- | ----- | ------- |
| Petch Ta Maew (thaï: เพชรตาแมว) | Worarat Suwannarat           | 1999  | CH 5    |
| Sapan Dao (thaï: สะพานดาว)      | Sririta Jensen               | 1999  | CH 7    |
| Piang Kae Jai Rao Rak Kan       | Nusaba Wanichangkul (Noos)   | 1999  | CH 5    |
| Ku Rak Ku Rob                   | Claudia Chakrapan Na Ayudhya | 2000  | CH 5    |
| Hua Jai Song Pak                | Sara Malakul Lane            | 2000  | CH 7    |
| Fai Kamatep                     | Ning Kulasatree              | 2001  | CH 3    |
| Kon Reung Mueang                | Mai Jareunpura               | 2002  | CH 5    |
| Thong 10                        |                              | 2016  | CH 7    |
| GoldenTulip                     |                              | 2017  | CH 7    |

### Album / OST / Musical
| Année | Titre                              | Notes                                    |
| ----- | ---------------------------------- | ---------------------------------------- |
| 2003  | Art of Love                        | Album, Warner Music Thaïlande            |
| 2008  | Where We'll Never Grow Old         | Chanson thème de Soi Cowboy              |
| 2011  | Cold White Lies & Red Hot Scandals | Musical - Tatanium, Esplanade, Singapour |